# Scotland Yard

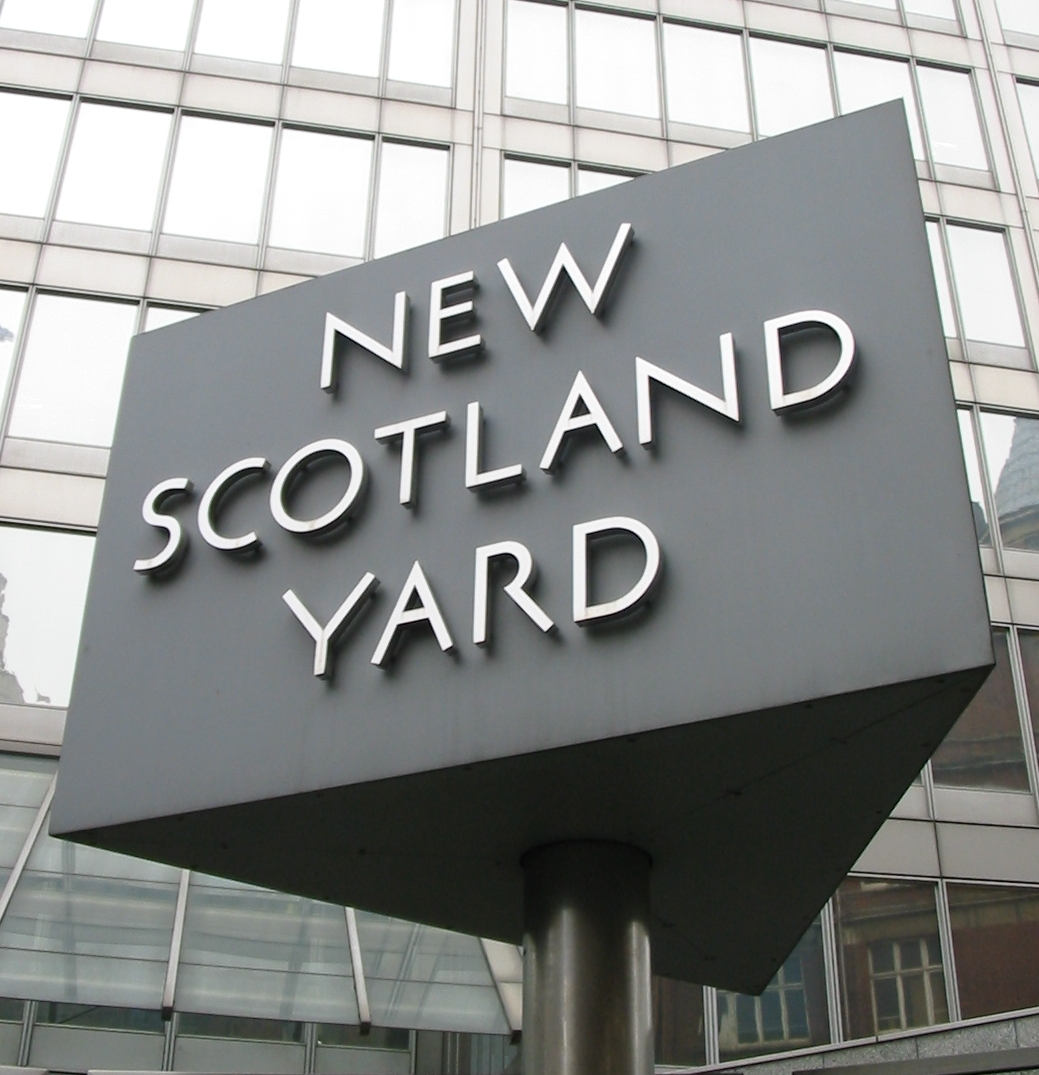
Obecna siedziba, zwana Nowy Scotland Yard.

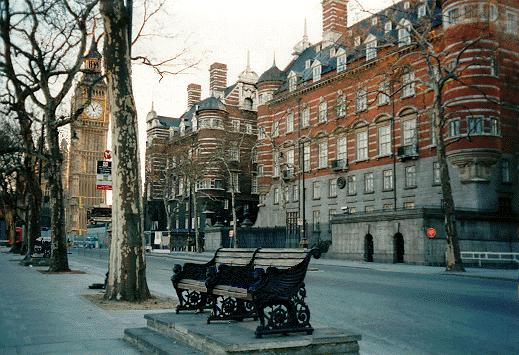
Dawna siedziba, od której wzięła się metonimia.

Nowy Scotland Yard, znany jako Scotland Yard (pol. dosł. Szkocki Dziedziniec) lub The Yard – metonimia stosowana wobec Metropolitan Police Service (policji londyńskiej). Nazwa Scotland Yard pochodzi od nazwy ulicy, przy której komenda policji mieściła się w latach 1829 (od 29 IX) – 1890, i od nazwy pałacu, który był siedzibą królów Szkocji w czasie ich pobytu w Anglii w okresie od XI do XII wieku. 
Obecna siedziba Policji Metropolitalnej położona jest przy Victoria Street w dzielnicy Westminster, w odległości ok. 500 jardów (czyli ok. 450 metrów) od Pałacu Westminsterskiego. 
W Polsce nazwa ta często utożsamiana jest z całą instytucją londyńskiej policji, prowadzącą m.in. centralny rejestr skazanych, ewidencjonującą kartoteki przestępców, zajmującą się specjalistycznymi badaniami kryminalistycznymi i odpowiedzialną za ochronę członków brytyjskiej rodziny królewskiej, rządu i wyższych urzędników państwowych.